# Labská Stráň
Labská Stráň település Csehországban, Děčíni járásban. Labská Stráň Hřensko, Arnoltice és Růžová településekkel határos. Lakosainak száma 223 fő (2024. január 1.).

## Népesség
A település lakosságának változását az alábbi diagram mutatja:
| Lakosok száma | 572  | 573  | 484  | 272  | 195  | 203  | 225  | 219  | 229  | 223  |
|               | 1869 | 1900 | 1921 | 1961 | 1980 | 2011 | 2016 | 2019 | 2021 | 2024 |